# Anigozanthos humilis
Anigozanthos humilis là một loài thực vật có hoa trong họ họ Huyết bì thảo. Loài này được Lindl. mô tả khoa học đầu tiên năm 1839.
Loài thực vật có hoa sống lâu năm ra hoa này là loài đặc hữu của Tây Nam Úc và phổ biến rộng rãi trong các khu rừng mở của nó.
Loài này có hình hoa thị ở gốc bao gồm những chiếc lá dài giống như dây đeo, nổi lên trên bề mặt đất từ một thân rễ bên dưới. Một bó hoa xuất hiện ở điểm cuối của thân cây dài, tạo cho cây có chiều cao lên tới một mét. Dạng củ của nụ hoa có màu vàng, trở thành màu cam sau đó là màu đỏ khi mở.

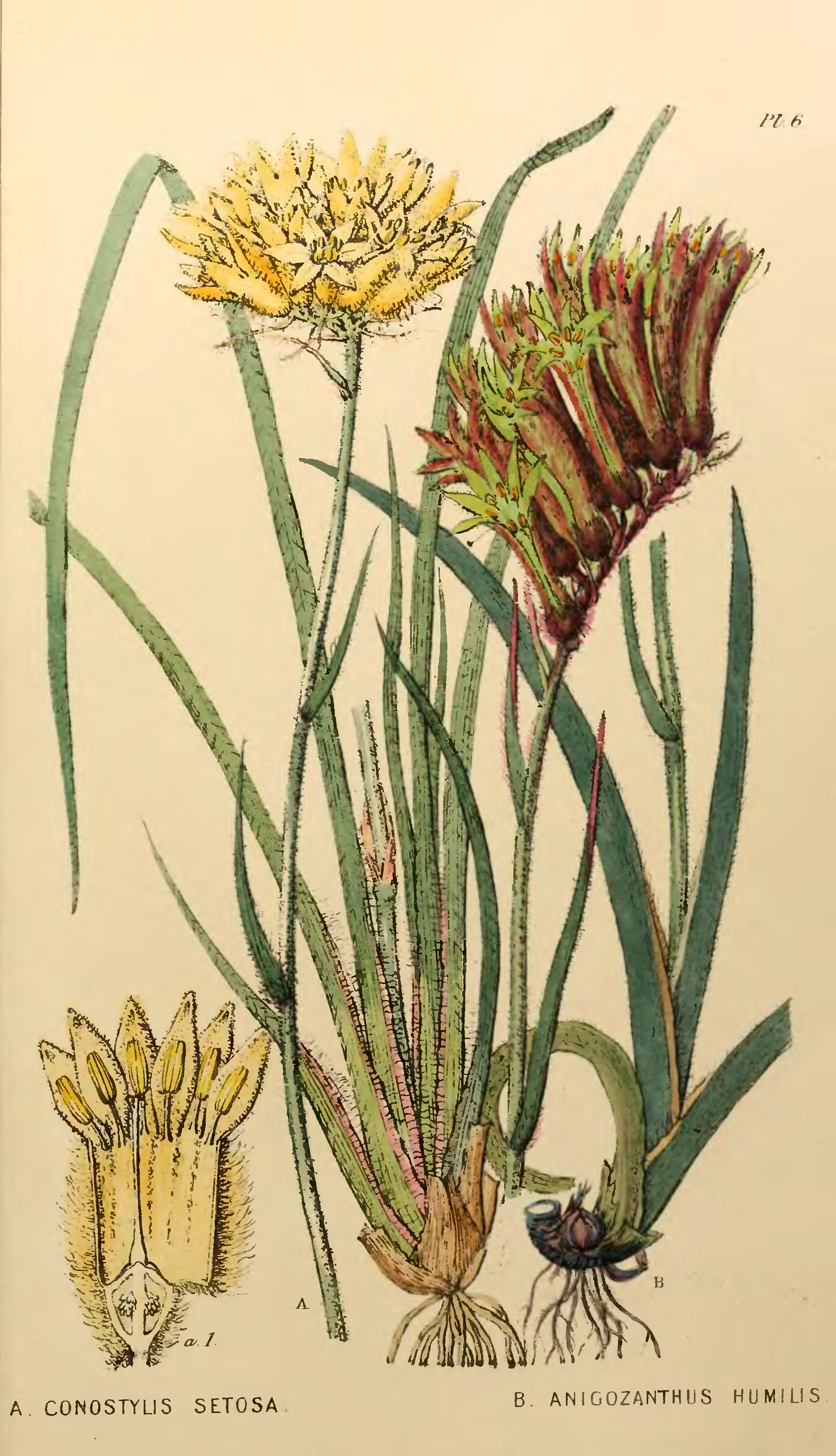
A sketch of the vegetation of the Swan River Colony (Một bản phác thảo thảm thực vật của Thuộc địa sông Swan), 1839, John Lindley

Loài này được John Lindley mô tả lần đầu tiên trong tác phẩm năm 1840 A sketch of the vegetation of the Swan River Colony (Một bản phác thảo thảm thực vật của Thuộc địa sông Swan). Ba phân loài cũng đã được mô tả và công nhận. Trong khi phân loài Anigozanthos humilis subsp. humilis là phổ biến và không bị đe dọa, phân loài hiếm hơn được mô tả bởi Stephen Hopper được liệt kê với một trạng thái bảo tồn Anigozanthos humilis subsp. Badgingarra được Bộ Môi trường và Bảo tồn liệt kê là kém nổi tiếng. và phân loài Anigozanthos humilis subsp. chrysanthus, đã được liệt kê là hiếm bởi cùng một cơ quan.
Cây được trồng rộng rãi, và có thể chịu được khí hậu nóng ẩm, nhưng cần có sự bảo vệ mùa đông ở vùng ôn đới. Nó đã giành được giải thưởng của Hiệp hội vườn trồng trọt Hoàng gia.

## Hình ảnh

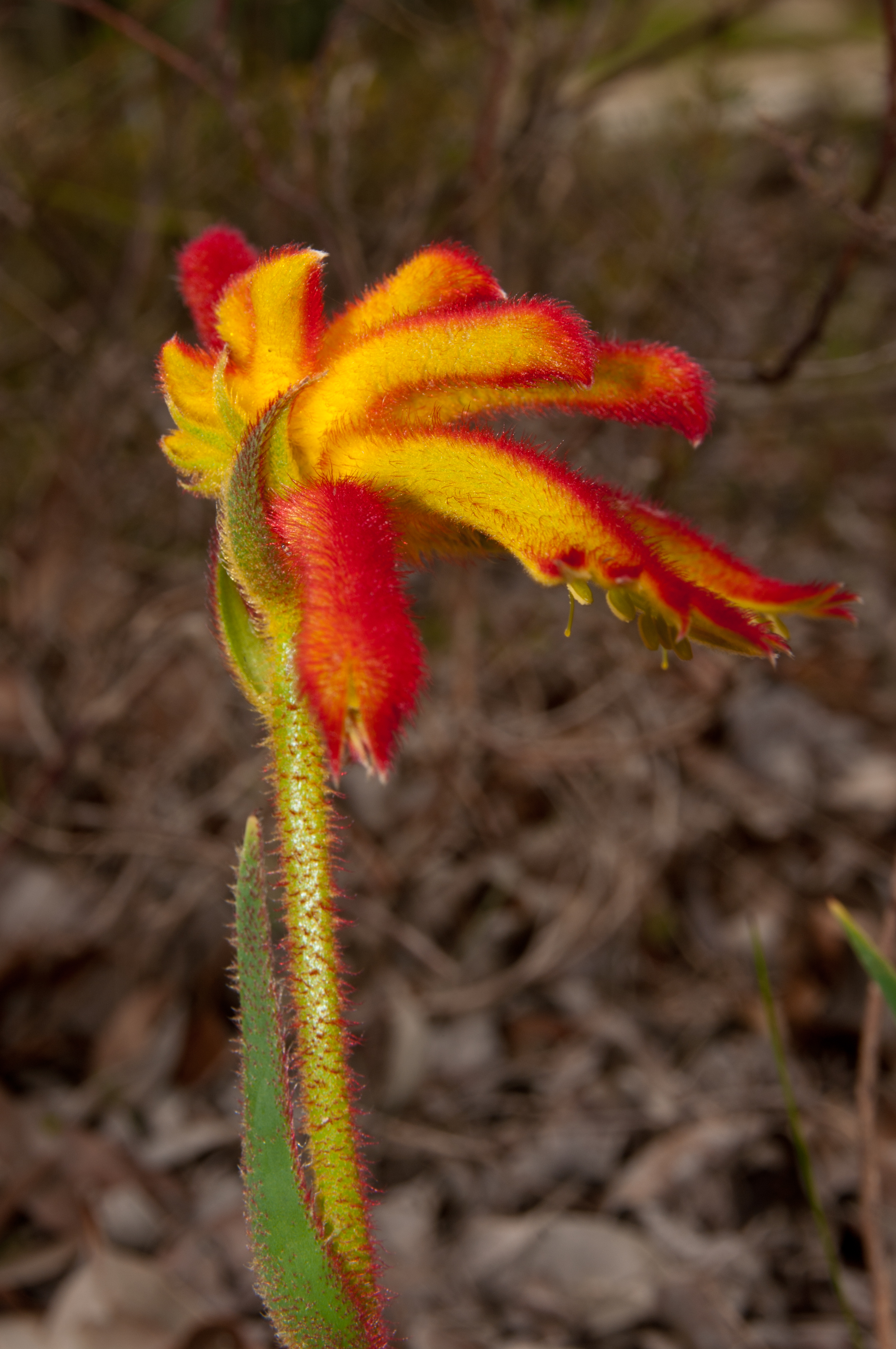
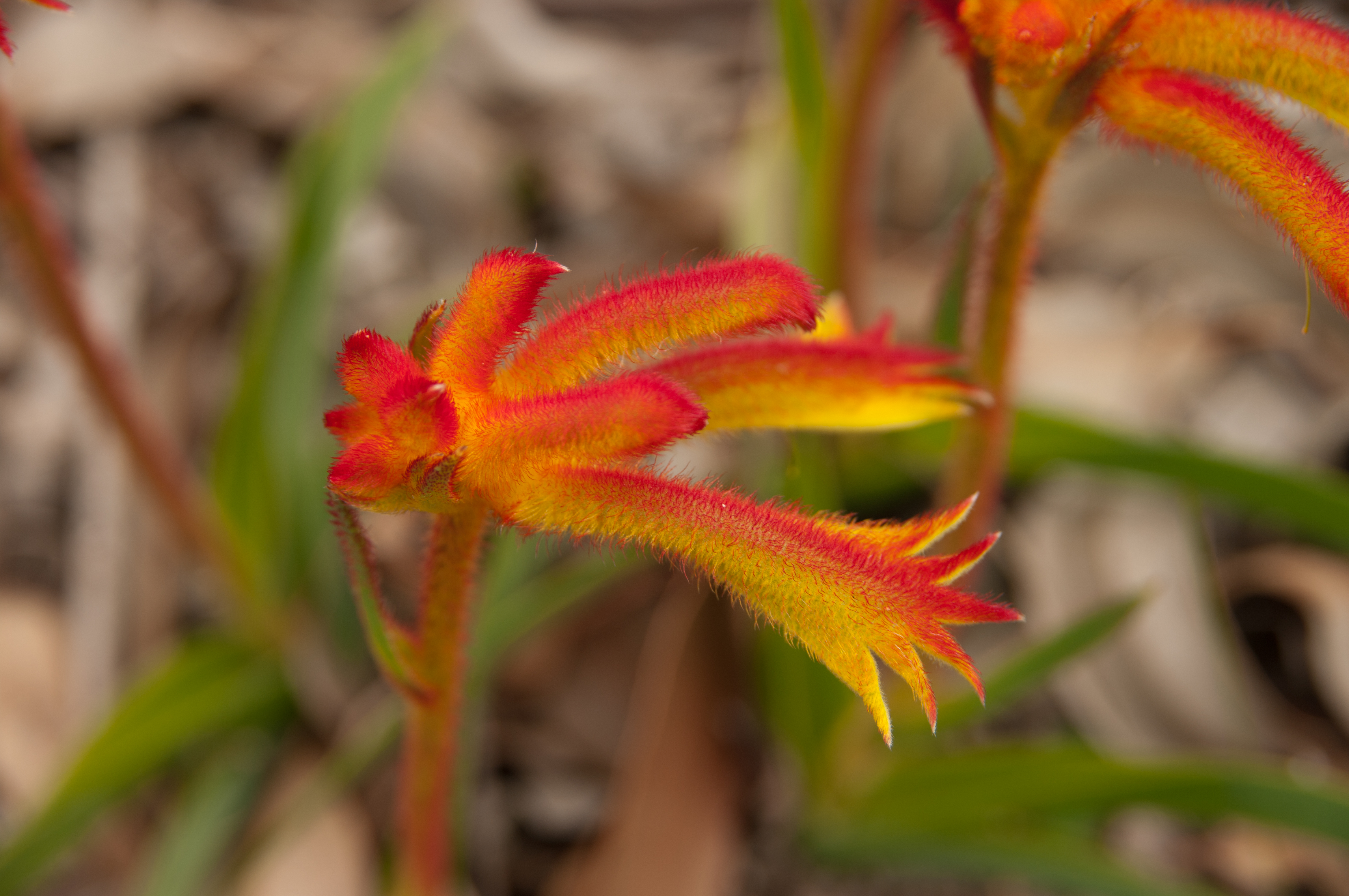